# フィリップ・フルトヴェングラー

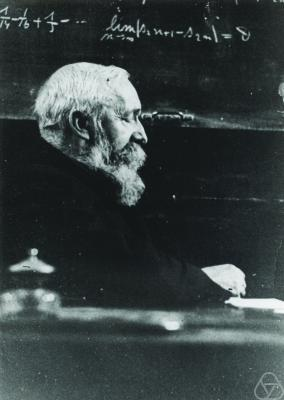
フィリップ・フルトヴェングラー

フィリップ・フルトヴェングラー（Philipp Furtwängler、1869年4月21日エールツェ - 1940年5月19日ウィーン）は、ドイツの数学者。専門は数論。

## 業績
1896年、ゲッティンゲン大学で三次形式に関する博士論文（Zur Theorie der in Linearfaktoren zerlegbaren ganzzahlingen ternären kubischen Formen）をフェリックス・クラインの下で著した。1912年から1938年までの学究人生のほとんどをウィーン大学で送り、クルト・ゲーデルなどを教えた。彼は半身不随であり、車椅子に乗りながら教鞭を執った。
現在、彼の名は類体論における単項化定理への貢献およびヒルベルト類体の存在を示したことで最もよく知られている。